# إدارة المواد
إدارة المواد هي إحدى الأدوار الأساسية في سلسلة التوريد وتشمل تخطيط سلسلة التوريد وقدرات تنفيذ سلسلة التوريد. على وجه التحديد، إدارة المواد هي القدرة التي تستخدمها الشركات لتخطيط متطلبات المواد الإجمالية. يتم إرسال متطلبات المواد إلى المشتريات وغيرها من الأدوار من أجل تحديد مصادر السلع والخدمات التي تحتاجها المنظمة. إدارة المواد مسؤولة أيضًا عن تحديد كمية المواد التي سيتم نشرها في كل موقع تخزين عبر سلسلة التوريد، ووضع خطط تجديد المواد، وتحديد مستويات المخزون للاحتفاظ بها لكل نوع من المخزون (المواد الخام، وسلع عمل تحت التنفيذ WIP، السلع مكتملة الإنتاج)، وتوصيل المعلومات المتعلقة بإجتياجات المواد طوال سلسلة التوريد الموسعة.
تشمل الوظائف النموذجية في إدارة المواد: مدير المواد، ومدير مراقبة المخزون، ومحلل المخزون، ومخطط المواد، والأدوار المختلطة الناشئة مثل «مخطط المشتري».
إن الهدف الأساسي من إدارة المواد هو ضمان توفير المواد ومستويات المخزون المثلى والحد الأدنى من الانحراف بين النتائج المخططة والنتائج الفعلية.

## مجالات تركيز إدارة سلسلة التوريد

### الأهداف
الهدف من إدارة المواد هو توفير سلسلة من المكونات غير المنقطعة للإنتاج، لتصنيع البضائع في الوقت المحدد للعملاء. قسم المواد مسؤول عن إطلاق المواد إلى قاعدة التوريد، مما يضمن تسليم المواد في الوقت المحدد للشركة باستخدام الناقل الصحيح. يتم قياس المواد بشكل عام عن طريق إنجاز التسليم في الوقت المحدد للعميل، والتسليم في الوقت المحدد من قاعدة التوريد، وتحقيق الشحن، والميزانية، وإدارة تقليص المخز0ون، ودقة المخزون. كما يتولى قسم المواد مسؤولية إدارة عمليات الإطلاق الجديدة.
في بعض الشركات، تتولى إدارة المواد كذلك، شراء المواد عن طريق إنشاء وإدارة قاعدة التوريد. في شركات أخرى، يتحمل قسم المشتريات المنفصل مسؤولية الشراء وإدارة قاعدة التوريد. قسم المشتريات هو المسؤول عن الفروق في الأسعار المشتراة من قاعدة التوريد.
في الشركات الكبيرة التي لديها تعدد في تغييرات العملاء على المنتج النهائي، قد يكون هناك قسم لوجستيات منفصل مسؤول عن جميع عمليات الاستحواذ الجديدة وتغييرات العملاء. يضمن قسم اللوجستيات هذا شراء مواد الإطلاق للإنتاج ومن ثم نقل المسؤولية إلى إدارة مواد المصنع.

### إدارة المواد
يتمثل التحدي الرئيسي الذي يواجهه مديرو المواد في الحفاظ على تدفق ثابت للمواد من أجل الإنتاج. هناك العديد من العوامل التي تمنع دقة المخزون في كثير من الأحيان، مما يؤدي إلى نقص الإنتاج، والشحن، وتعديلات المخزون. المشاكل الرئيسية التي يواجهها جميع مديري المواد هي فواتير المواد غير الصحيحة، والجرد غير الدقيق، والخردة غير المبلغ عنها، وأخطاء الشحن، وأخطاء الاستلام، وأخطاء الإبلاغ عن الإنتاج. سعى مديرو المواد لتحديد كيفية إدارة هذه القضايا في قطاعات الأعمال الصناعية منذ بداية الثورة الصناعية.